# Rupert Murdoch
Keith Rupert Murdoch (Melbourne, Victoria, Australia; 11 de marzo de 1931) es un empresario, inversor y magnate australiano nacionalizado estadounidense, director ejecutivo y principal accionista de las compañías Fox News, que comprenden medios tales como The Sun y The Times y cadenas de televisión como Fox y Sky. Anteriormente también fue dueño de 21st Century Fox, que fue vendida a The Walt Disney Company en 2017.
Hijo del periodista Sir Keith Murdoch, que había consolidado el holding empresarial News Limited, el cual heredó tras la muerte de su progenitor en 1952, asumió la presidencia a sus escasos 20 años. A partir de entonces, Murdoch comenzó a adquirir varios periódicos en Australia y Nueva Zelanda, tras lo cual se expandió al Reino Unido, con la adquisición de los diarios The Sun y News of the World, lo que fue el punto de partida para la construcción del vasto imperio mediático que daría forma a News Corporation.
A lo largo de su vida, dos elementos han sido constantes en su carrera empresarial: su tendencia a usar los medios para favorecer sus posiciones políticas y los numerosos casos legales a los que se ha enfrentado, con acusaciones que van desde practicar acciones monopolísticas hasta canalizar los beneficios de sus negocios mediante paraísos fiscales.
En julio de 2011, tuvo que enfrentarse a varias denuncias contra sus compañías, incluyendo a News of the World, propiedad de News Corporation, sobre la intervención de teléfonos de algunas celebridades, personas de la realeza y ciudadanos. Enfrentó las investigaciones de la policía y del gobierno sobre soborno y corrupción en el Reino Unido, y las investigaciones del FBI en los Estados Unidos. El 21 de julio del 2012 dimitió como director de News International.

## Juventud
Nació en Melbourne (Australia) como único hijo varón de Sir Keith Murdoch (1885-1952) y Elisabeth Murdoch (de soltera, Greene; 1909-2012). Es de ascendencia inglesa, irlandesa y escocesa. Sus padres también nacieron en Melbourne. Keith Murdoch fue un renombrado corresponsal de guerra, y más tarde un magnate de la prensa regional. Keith pidió una cita con Elisabeth después de ver una fotografía suya en uno de sus propios periódicos. Se casaron en 1928, cuando ella tenía 19 años de edad y él le llevaba 23. Además de Rupert, la pareja tuvo tres hijas: Jane Calvert-Jones, Anne Kantor y Helen Handbury (1929-2004).
Murdoch asistió a la escuela de élite Geelong Grammar School, donde tuvo su primera experiencia en la edición de una publicación como coeditor de The Corian, el periódico oficial de la escuela, además de ser el editor del periódico estudiantil If Revived.
Trabajó a media jornada en el diario Melbourne Herald y su padre lo preparó desde temprana edad para encargarse del negocio familiar. Estudió Filosofía, Política y Economía en el Worcester College de la universidad de Oxford (Inglaterra), donde apoyó al Partido Laborista, y administró la Oxford Student Publications Limited, la casa editorial del Cherwell Newspaper.
Después de morir su padre en 1952 por cáncer, su madre se dedicó a obras de caridad como miembro vitalicio del Comité de Gobernadores del Royal Women's Hospital en Melbourne y fundando el Murdoch Children's Research Institute (Instituto Murdoch para la Investigación Infantil). A los 102 años (en el año 2011) tenía 74 descendientes.
Murdoch obtuvo el grado de Master of Arts antes de trabajar como subeditor en el periódico británico Daily Express durante dos años.

## Negocios
Tras la muerte de su padre, Murdoch regresó del Worcester College a Australia a los 21 años de edad para tomar las riendas de la empresa familiar News Limited. A lo largo de los años, compró numerosos periódicos de Australia y Nueva Zelanda, entre ellos el Sunday Times de Perth en 1956, el Daily Mirror de Sídney en 1960, el The Dominion de Wellington en 1964, y el Daily Telegraph de Sídney en 1972. Dio un enfoque amarillista a sus publicaciones, priorizando la cobertura de escándalos y deportes, lo que le dio buenos resultados financieros. En 1964 también lanzó The Australian, el primer periódico nacional de Australia, con un enfoque más serio. Por otra parte, en 1961 compró el sello musical Festival Records.
Expandió los negocios de News Limited al Reino Unido comprando los tabloides News of the World y The Sun en 1969, y posteriormente los periódicos The Times y The Sunday Times en 1981. También incursionó en Estados Unidos, al comprar el periódico San Antonio Express-News en 1973, fundar la revista de celebridades Star en 1974 y adquirir el tabloide New York Post en 1976.
Intentó incursionar en la televisión en directo en Australia, pero las leyes del país impedían que una misma empresa tuviera una emisora y un periódico en la misma ciudad. En 1983, Murdoch compró la empresa británica de televisión vía satélite Sky, y en 1990 la fusionó con la British Satellite Broadcasting para convertirse en la British Sky Broadcasting. 
En Estados Unidos, compró el estudio de cine 20th Century Fox en 1984 y las estaciones de televisión en directo Metromedia en 1985, tras lo cual lanzó la cadena de televisión FOX, que en pocos años se convirtió en rival de las tres grandes cadenas (ABC, CBS y NBC). En 1993 compró la empresa de televisión asiática Star TV. El empresario lanzó la empresa de televisión por suscripción australiana Foxtel en 1995. Compró la empresa de televisión por satélite estadounidense DirecTV en 2003, que luego vendió en 2008.

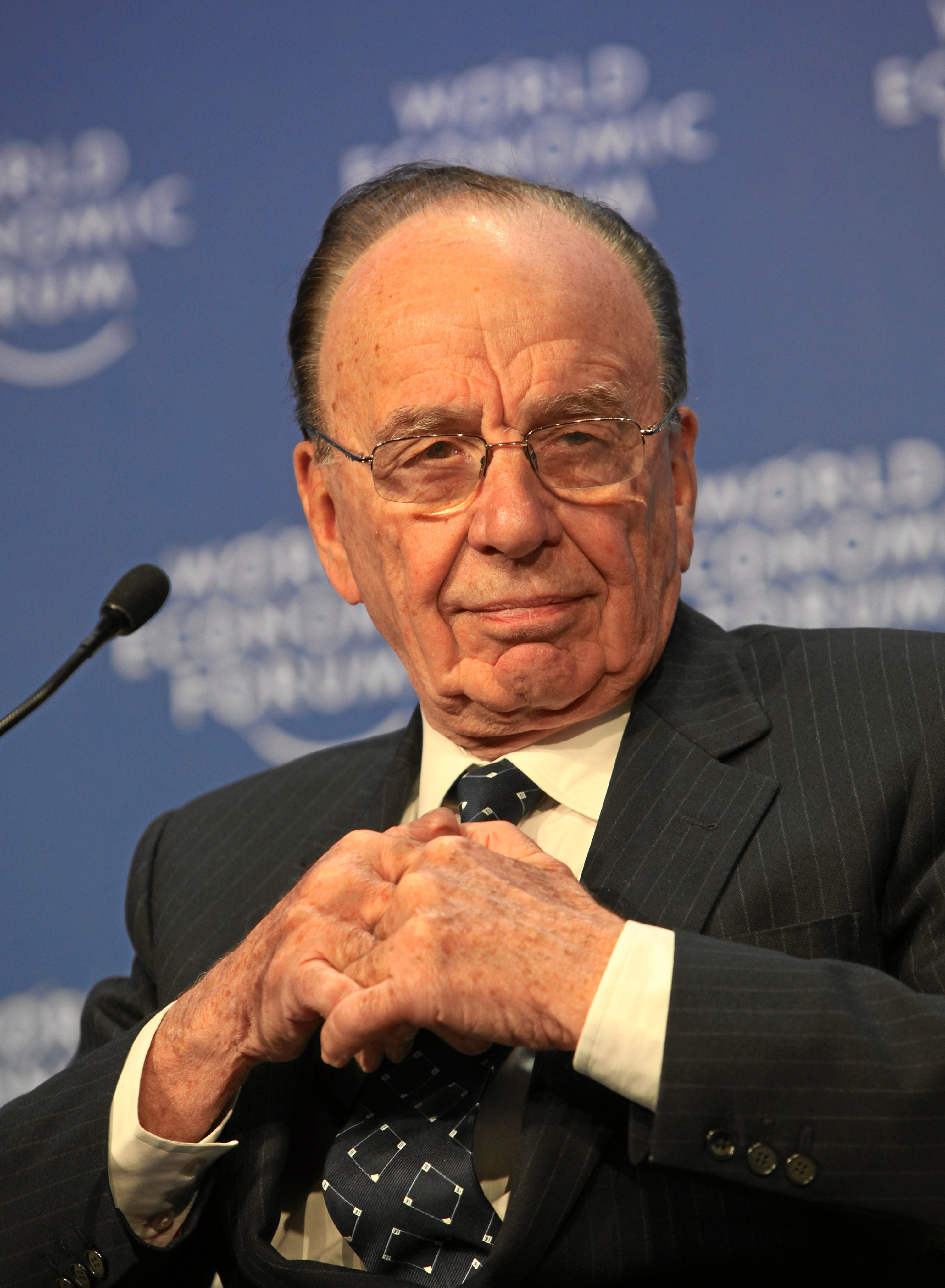
Murdoch en el Foro Económico Mundial de 2009.

En 2007, Murdoch compró la empresa de información financiera Dow Jones & Company, que publica el The Wall Street Journal y el Índice Dow Jones. En 2014 intentó comprar el multimedio Time Warner por 80.000 millones de dólares, pero rechazaron su oferta.
Murdoch participó en la guerra del rugby league de Australia de mediados de la década de 1990, en la que fundó la Super League, un campeonato paralelo a la Liga Australiana, que luego fusionaron en la National Rugby League. En 1998, Murdoch compró Los Angeles Dodgers de Peter O'Malley supuestamente por 311 millones de dólares. Este fue el precio más alto nunca pagado por un equipo deportivo de Estados Unidos. El empresario vendió el equipo a Frank McCourt en 2004. Murdoch intentó comprar el Manchester United FC de fútbol por 625 millones de libras esterlinas en 1998, pero la comisión de competencia británica lo impidió.
En 1979, News Limited pasó a ser propiedad del holding News Corporation. La empresa era originalmente australiana, y en 2004 se reincorporó en Estados Unidos. En 2013, News Corporation pasó a denominarse 21st Century Fox, mientras que las empresas de periódicos se escindieron para conformar la nueva News Corp.

## El escándalo de los teléfonos intervenidos
En julio de 2011, Rupert Murdoch y su hijo James testificaron ante un comité del parlamento británico debido al escándalo de los teléfonos intervenidos. Su imperio mediático en el Reino Unido sigue en el punto de mira mientras los investigadores buscan pruebas de más teléfonos intervenidos.
El 12 de julio del mismo año, el comité de cultura, deporte y comunicación de la Cámara de los Lores envió una citación judicial a Murdoch, a su hijo James y a su directora ejecutiva Rebekah Brooks para testificar el día 19 de julio. Pese a una primera negativa, Murdoch y su hijo accedieron a prestar declaración después de que el comité les citara en el Parlamento. El día anterior a la comparecencia, la página web de The Sun, que pertenece al grupo News Corporation de Rupert Murdoch, fue alterada, dando paso a la aparición en primera página de una historia falsa que anunciaba la muerte de Murdoch. Según el mismo Rupert, ese fue “el momento más humillante de mi vida”. Apoyó sus argumentos diciendo que su negocio internacional constaba de 53 000 empleados y que los del semanal News of the World solo representaban un 1 %, de manera que no se hacía responsable en absoluto de lo que aparecía o dejaba de aparecer en dicho periódico sensacionalista. Añadió, además, que no consideraba de ninguna manera la idea de dimitir y que tanto él como los otros altos ejecutivos no habían sido conscientes del pirateo de los teléfonos.
El 15 de julio, Rupert Murdoch asistió a una reunión privada en Londres para disculparse personalmente con la familia de Milly Dowler debido al pirateo del contestador del móvil de la joven (la cual había muerto) por uno de los periódicos de su compañía. Los días 16 y 17 de julio, News International publicó en muchos de los periódicos nacionales británicos dos páginas enteras de disculpas. La primera de ellas, firmada por el mismo Murdoch y constituida en forma de carta, ofrecía disculpas por los desafortunados acontecimientos que habían tenido lugar. En medio de todas las acusaciones, Murdoch aceptó la dimisión de Rebekah Brooks, principal encargada de todas sus operaciones en Gran Bretaña, y de Les Hinton, jefe de Dow Jones y director de la revista cuando ocurrieron algunos de los abusos. Ambos negaron haber tenido conocimiento alguno de lo que estaba sucediendo mientras estaban al mando.

## Vida privada
Murdoch se ha casado cuatro veces. Primero en 1956 con Patricia Booker, con quien tuvo una hija, Prudence Murdoch. Se divorciaron en 1962. Poco se sabe acerca de la unión y Murdoch no ha hablado públicamente de ella. El mismo año se casó con su empleada Anna Maria Torv, tía de la actriz australiana Anna Torv.
Torv y Murdoch tuvieron tres hijos: Elisabeth, Lachlan y James Murdoch. Se divorciaron en 1998, y Anna Torv recibió aproximadamente 1700 millones de dólares estadounidenses.
El 25 de junio de 1999, 17 días después de haberse divorciado de su segunda esposa, Murdoch (de 68 años) se casó con Wendi Deng, quien también trabajaba para él como vicepresidenta de Star TV. Tuvieron dos hijas, Grace (n. 2001) y Chloe (n. 2003), y se divorciaron en 2013. 
El 5 de marzo de 2016, con 84 años, se casó con la modelo norteamericana Jerry Hall, veinticinco años menor, ante un centenar de invitados.
El 22 de junio de 2022, se divorció de Hall, por diferencias.
El hijo mayor de Rupert, Lachlan, trabajó para su padre por algunos años en News Corporation y también en el periódico de Nueva York New York Post. En 2005, Lachlan dejó sus posiciones en el emporio de su padre. Debido a eso, el único hijo activamente involucrado en los negocios de su padre es James.
Hay algunos roces entre los varios medio hermanos y exmujeres de Murdoch debido al intento de controlar las empresas de Rupert en el futuro.

## Lista de periódicos

### Australia
- The Australian
- The Weekend Australian
- The Hobart Mercury
- The Northern Territory News (Darwin, Australia)
- The Daily Telegraph  (Sídney)
- The Sunday Telegraph  Archivado el 17 de mayo de 2008 en Wayback Machine.
- Sportsman
- Herald Sun  Archivado el 13 de julio de 2006 en Wayback Machine.
- Sunday Herald Sun
- The Herald And Weekly Times Ltd
- The Courier Mail (Brisbane)
- The Sunday Mail (Brisbane)  Archivado el 3 de noviembre de 2007 en Wayback Machine.
- The Gold Coast Bulletin
- Adelaide Advertiser
- Cumberland Newspaper Group (20 títulos en Sídney)  Archivado el 27 de diciembre de 2017 en Wayback Machine.
  - Parramatta Advertiser
  - Blacktown Advocate
  - Canterbury Express
  - Fairfield Advance
  - Hornsby Advocate
  - Macarthur Chronicle
  - North Shore Times
  - Inner-West Weekly
  - Mosman Daily
  - The Glebe
  - Mt Druitt Standard
  - Hills Shire Times
  - Express Advocate
  - Northern District Times
  - Liverpool Leader
  - Editorial Vida (en español)
  - Lake Macguire News
  - Penrith Press
- Leader Newspaper Group (30 títulos en Melbourne)
- Cairns Post Group (posee el 42 % del grupo)
- North Queensland Newspaper Group
- Townsville Bulletin
- Quest Community Newspapers (17 títulos en los suburbios de Brisbane)
- Sunday Territorian
- Centralian Advocate
- The Suburban
- The Sunday Tasmanian
- Tasmanian Country
- Treasure Islander
- Derwent Valley Gazette (Tasmania)
- Sunday Mail
- Sunday 2
- Messenger Press Group
- Sunday Times (Perth)

### Reino Unido
- The Times  Archivado el 6 de enero de 2009 en Wayback Machine.
- The Sun

### Estados Unidos
- The New York Post